# Zwei hinreißend verdorbene Schurken
Zwei hinreißend verdorbene Schurken (Originaltitel: Dirty Rotten Scoundrels) ist eine US-amerikanische Filmkomödie von Metro-Goldwyn-Mayer aus dem Jahr 1988 unter der Regie von Frank Oz. Er ist eine Neuverfilmung von Zwei erfolgreiche Verführer aus dem Jahr 1964 mit den Darstellern Marlon Brando, David Niven und Shirley Jones und wurde wiederum selbst 2019 mit Glam Girls – Hinreißend verdorben neuverfilmt.

## Handlung
Lawrence Jamieson ist ein ausgebuffter Hochstapler. Als angeblicher Prinz im Exil schlägt er Kapital aus den Träumen reicher Damen, die ihm willig Herz und Geldbörse öffnen. Inspektor André und Butler Arthur gehen ihm dabei dezent zur Hand.
Eines Tages kommt Jamieson ein gewisser Freddy Benson ins Gehege. Dessen tränentriefende Geschichte über eine angeblich todkranke Großmutter ist in Jamiesons Augen geschmacklos, wirkt aber bei Damen, so dass Jamieson es für ratsam hält, den ungehobelten Amerikaner schleunigst aus seinen einträglichen Jagdgründen an der Riviera zu entfernen. Fatalerweise kommt der kleine Gauner ihm auf die Schliche und will unbedingt bei ihm lernen.
Widerwillig lässt Jamieson sich darauf ein; eine Weile arbeiten die beiden Betrüger Hand in Hand. Doch als er Benson danach einfach nicht loswird, überredet Jamieson ihn schließlich zu einem Wettkampf: Wer der ersten Frau, die ihnen über den Weg läuft, 50.000 Dollar abknöpfen kann, ist Sieger, der andere muss das Feld räumen und die Gegend verlassen.
In dieser Situation kommt Janet Colgate den beiden wie gerufen. Als naive Erbin eines Seifenimperiums scheint sie ein lohnendes Opfer zu werden. Beide Gauner versuchen mit aller Macht, die Pläne des anderen zu durchkreuzen, nur um zuletzt entgeistert festzustellen, dass Colgate selbst eine legendäre Betrügerin namens „Schakal“ ist, die sie geschickt gegeneinander ausgespielt und um 50.000 Dollar erleichtert hat. Benson ist wütend, Jamieson eher beeindruckt.
Am Ende kehrt „Janet“ zurück und schlägt den beiden vor, fortan gemeinsame Sache zu machen.

## Kritik
„Mit altmodischen filmischen Mitteln inszenierte Boulevard-Komödie mit Tempo, Dialogwitz und spielfreudigen Hauptdarstellern. Eine der wenigen Neuauflagen alter Stoffe, die besser sind als das Original.“

## Auszeichnungen
- Michael Caine wurde für seine Darstellung 1989 für den Golden Globe in der Kategorie Bester Hauptdarsteller – Komödie oder Musical nominiert.
- Glenne Headly wurde 1989 von der Chicago Film Critics Association als Vielversprechendste Darstellerin ausgezeichnet.